# Virgil Hunter
Virgil Hunter ist ein US-amerikanischer Boxtrainer, der den Olympiasieger von 2004 im Halbschwergewicht Andre Ward seit dessen neunten Lebensjahr trainiert.
Im Jahre 2011 wurde er mit dem Eddie Futch Award von der Boxing Writers Association of America (BWAA) zum "Welttrainer des Jahres" ausgezeichnet.

## Von Hunter trainierte Boxer
Unter anderem werden und wurden folgende Boxer von Hunter trainiert:
- Andre Ward (aktuell)
- Amir Khan (aktuell)
- Mike Dallas junior
- Brandon Gonzales (aktuell)
- Alfredo Angulo (aktuell)
- Karim Mayfield
- Chazz Witherspoon (aktuell)
- Demetrius Andrade
- Argenis Mendez (aktuell)
- Andre Berto (aktuell)
- Abner Mares
- Tony Yoka (aktuell)